# Holm (Nordland)
Pour les articles homonymes, voir Holm.
Holm est une localité du comté de Nordland, en Norvège.

## Géographie
Administrativement, Holm fait partie de la kommune de Bindal.